# محمد جميعي
محمد جميعي من مواليد 1969 بولاية تبسة، رجل أعمال وسياسي جزائري. كان أمينًا عامًا لحزب جبهة التحرير الوطني (FLN) عام 29 أبريل إلى 19 سبتمبر 2019، ونائب ولاية تبسة منذ عام 2002.
اعتقل في 19 سبتمبر 2019 في سياق احتجاجات الجزائر 2019، واستقال من رئاسة جبهة التحرير الوطني.

## السيرة
رجل أعمال من تبسة، تحصل على شهادة ليسانس في الإدارة وشهادة الدراسات العليا (تخصص الدبلوماسية).
انتخب جميعي عدة مرات نائبًا في المجلس الشعبي الوطني عن ولاية تبسة منذ عام 2002. وقد شغل منصب نائب رئيس جبهة التحرير الوطني ثلاث مرات وكان أيضًا رئيس المجموعة البرلمانية لجبهة التحرير الوطني في المجلس الشعبي الوطني ابتداءً من 2017.
في 29 أبريل 2019، انتخب أعضاء اللجنة المركزية محمد جميعي أمينًا عامًا لجبهة التحرير الوطني بأغلبية 223 صوتًا مقابل 126 لمنافسه جمال بن حمودة، و35 بالنسبة للسعيد بوحجة و 18 بالنسبة لمصطفى معزوزي. عدد الناخبين 418. ويخلف جمال ولد عباس على رأس جبهة التحرير الوطني.

## اعتقاله
في 19 سبتمبر 2019، وفي سياق احتجاجات الجزائر 2019، تم إيداع محمد جميعي الذي تنازل عن حصانته البرلمانية مع زوجته في سجن الحراش بالجزائر العاصمة للتحقيق معه في إتلاف المستندات الرسمية والملفات القضائية المتعلقة بقضايا الفساد. استقال في أعقاب مهامه.